# Чептура де Сус (Прахова)
Чептура де Сус (рум. Ceptura de Sus) насеље је у Румунији у округу Прахова. Oпштина се налази на надморској висини од 222 m.

## Прошлост
Чувени српски богаташ, трговац сољу "Катетан Миша" - Миша Анастасијевић купио је спахилук Чептура, 1852. године за само 6.000 дуката.

## Становништво
Према подацима из 2002. године у насељу је живело 715 становника, од којих су сви румунске националности.